# Předseda
Předseda je označení vedoucího funkcionáře některých institucí. Jedná se o označení člověka, který stojí v čele organizace (tedy jí předsedá), resp. zastává vedoucí a řídící funkci, předseda kupř. může být: vlády, představenstva, správní rady, dozorčí rady, senátu, spolku, komise, politické strany atp. Prezident je rovněž ve svém překladu označení předsedy.
Místo předsedy též někdy mohou jednat místopředseda, či místopředsedové, tedy zástupci předsedy, v jiných případech se jedná o viceprezidenty (např. společnosti).